# IU Michael A. Carroll Track & Soccer Stadium
L'IU Michael A. Carroll Track & Soccer Stadium est un stade de football et d'athlétisme de 12 100 places situé à Indianapolis dans l'Indiana, aux États-Unis. Le stade est utilisé par les équipes d'athlétisme et de football de l'Université d'Indiana.

## Histoire
Le stade porte le nom du défenseur des droits civiques d'Indianapolis Michael A. Carroll. Le stade a été construit en 1982 en tant que site d'athlétisme. L'installation a accueilli les compétitions d'athlétisme des Jeux panaméricains de 1987, plusieurs championnats d'athlétisme des États-Unis et championnats NCAA. 
Le 16 juillet 1988, lors des sélections olympiques américaines d'athlétisme, Florence Griffith-Joyner y établit l'actuel record du monde du 100 m en 10 s 49, performance suscitant encore des controverses. 
Le stade comprend une piste d'athlétisme Mondo de 400 mètres avec huit couloirs.
Le stade a été rénové en 2018 dans le cadre du passage de la franchise de soccer des Eleven d'Indy en USL Championship.